# Gynura bicolor
Gynura bicolor là một loài thực vật có hoa trong họ Cúc. Loài này được (Roxb. ex Willd.) DC. mô tả khoa học đầu tiên năm 1838.